# Anthony Bloom
Anthony Bloom eller Antonij av Sourozh, född 19 juni 1914 i Lausanne, Schweiz, död 4 augusti 2003, var en rysk-ortodox biskop. Han var ärkebiskop över rysk-ortodoxa kyrkan i Storbritannien och Irland, samt metropolit och moskvapatriarkens exark i Västeuropa. Utöver sin prästtjänst har han även tjänstgjort som läkare.
I England har Bloom blivit en populär tevepersonlighet och själasörjare. Internationellt har han gjort sig känd genom sin aktiva medverkan i den ekumeniska rörelsen och sina böcker om bön. Hans mor var syster till tonsättaren Aleksandr Skrjabin, och hans far var rysk diplomat.

## Skrifter i svensk översättning
- Bönens skola. HF, Kumla, 1995.
- Texter i urval. Libris, Örebro, 1994.
- Att leva i bön. Pro Veritate, Uppsala, Solna, Seelig, 1973.
- En resa till verkligheten. Pro Veritate, Uppsala, Solna, Seelig, 1973.
- Genom stillhet och förtröstan. Svensk pastoraltidskrift, Uppsala, 1971.
- Ärkebiskopens böneskola. Pro Veritate, Solna, Seelig, Uppsala, 1972.